# Криуша (Воронежская область)
Криуша — село в Панинском районе Воронежской области.
Административный центр Криушанского сельского поселения.

## География
Село расположено в центральной части поселения, на левом берегу реки Икорец, в который впадает небольшой ручей. Северной границей села является федеральная автодорога А144.

### Улицы
- ул. Белозерского
- ул. Комсомольская
- ул. Мира
- ул. Молодежная
- ул. Набережная
- ул. Октябрьская
- ул. Садовая
- ул. Центральная

## История
Первоначально село назвалось Кривуша — от крутого изгиба русла реки. Основано в начале XIX века на землях графа Алексея Григорьевича Орлова-Чесменского. В 1845 году куплено государством у графини Анны Алексеевны Орловой-Чесменской. В 1859 году в селе была выстроена деревянная Архангельская церковь (в настоящее время не сохранилась). Тогда здесь проживали 876 человек в 83 дворах. В 1900 году в селе было 67 дворов с населением 1564 жителя, имелось одно общественное здание, земская школа, девять ветряных мельниц, крупорушка, две кузницы, винная, чайная лавки. В 1926 году насчитывалось 2062 человека. Входило в состав Бобровского и Воронежского уездов (1923—1928). В 1936—1957 годах село было включено в состав Лимановского района.

## Население
| 1859 | 1897  | 2000 | 2005 | 2007 | 2010 |
| ---- | ----- | ---- | ---- | ---- | ---- |
| 875  | ↗1573 | ↘846 | ↘797 | ↘678 | ↗725 |

## Инфраструктура
В настоящее время в Криуше имеются средняя школа, Дом культуры, библиотека, фельдшерско-акушерский пункт, почтовое отделение.